# Луко
Луко́ — село в Україні, у Володимирецькій селищній громаді Вараського району Рівненської області. Населення становить 383 осіб.

## Географія
Село розташоване між річками Стубла та Стир.

## Історія
У 1906 році село Лука Володимирецької волості Луцького повіту Волинської губернії. Відстань від повітового міста 125 верст, від волості 25. Дворів 71, мешканців 457.
12 червня 2020 року, відповідно до розпорядження Кабінету Міністрів України № 722-р від «Про визначення адміністративних центрів та затвердження територій територіальних громад Рівненської області», увійшло до складу Володимирецької селищної громади.
19 липня 2020 року, в результаті адміністративно-територіальної реформи та ліквідації Володимирецького району, село увійшло до складу Вараського району.

## Населення
За переписом населення 2001 року в селі мешкала 381 особа. 100 % населення вказали своєї рідною мовою українську мову.

## Відомі люди
Лютко Борис Якович — у 1937 році закінчив 7 класів. З 1 січня 1943 року по 14 лютого 1944 року був учасником партизанського руху в Україні у загоні ім. Шевченка з'єднання генерал-майора Бегми. 24 квітня 1944 року був призваний до лав Армії. З квітня по вересень 1944 року служив у стрілецькому полку курсантом, командиром відділення — з вересня 1944 року по травень 1945 року. 2 квітня 1945 року був важко поранений в ногу. Після лікування з травня по листопад 1945 року служив шофером у автополку, а з листопада 1945 року по березень 1947 року — командиром відділення батальйону зв'язку. Демобілізувавшись, працював у колгоспі ім. Шевченка робітником осушувальних систем, бригадиром рільничої бригади, колгоспним лісником. Одружився, виховав шестеро дітей. Нагороджений медаллю «За перемогу над Німеччиною у Великій Вітчизняній війні 1941—1945 рр.» та орденом Слави третього ступеня.
- Степанюк Петро Наумович — фольклорист, етнограф, записувач і пропагандист традиційної української фольклорної музики.